# Hongling
Hongling (kinesiska: 红岭乡, 红岭) är en socken i Kina. Den ligger i provinsen Sichuan, i den sydvästra delen av landet, omkring 340 kilometer öster om provinshuvudstaden Chengdu. Antalet invånare är 8 679. Befolkningen består av 4 196 kvinnor och 4 483 män. Barn under 15 år utgör 23,0 %, vuxna 15-64 år 60 %, och äldre över 65 år 15,0 %.
Genomsnittlig årsnederbörd är 1 751 millimeter. Den regnigaste månaden är september, med i genomsnitt 350 mm nederbörd, och den torraste är december, med 13 mm nederbörd.